# Phùng Tử Tài
Phùng Tử Tài (chữ Hán: 冯子才, phiên âm Wale Giles: Feng Zicai; 1818 - 1903), quê ở Quảng Tây, Trung Quốc, là một vị tướng nhà Thanh cuối thế kỷ XIX, danh tướng chống Pháp giữ nước, anh hùng dân tộc Trung Hoa. 
Ông được triều đình bổ nhiệm làm Tuần phủ tỉnh Quảng Tây, sau được thăng làm Tổng đốc tỉnh Quảng Tây. Ông là vị tướng có công đánh dẹp tàn dư của nghĩa quân Thái Bình Thiên Quốc tại đây và là tổng chỉ huy của lực lượng quân Thanh trong những lần đóng quân tại Việt Nam để diệt trừ các dư đảng của Thái Bình Thiên Quốc và các nhóm thổ phỉ ở biên giới Trung Quốc – Việt Nam. Ông cũng là tư lệnh của quân Thanh trong cuộc chiến tranh Pháp–Thanh tại mặt trận biên giới giáp Việt Nam. Ông trở thành anh hùng dân tộc Trung Hoa với chiến tích đánh thắng quân Pháp tại ải Nam Quan, bảo vệ thành công lãnh thổ tỉnh Quảng Tây khỏi họa ngoại xâm từ thực dân Pháp.

## Hoạt động quân sự ở Việt Nam
Nửa sau thế kỷ 19 trở đi, tình hình Trung Quốc loạn lạc, nhất là ở khu vực phía Nam. Nhà Thanh thường phải điều động binh lực, cất quân đánh dẹp các cuộc nổi loạn trong nước và lo phòng bị đối phó sự xâm lấn của các đế quốc phương Tây.
Trong khi đó, vùng Tây Bắc Việt Nam cũng ngày càng mất ổn định. Sau khi cuộc khởi nghĩa Thái Bình Thiên Quốc bị nhà Thanh đàn áp, nhiều nhóm tàn quân của Thái Bình Thiên quốc tản mác và bỏ xuống phía nam, hoạt động ở vùng núi miền bắc Việt Nam theo diện hoạt động thổ phỉ.
Trước tình hình biên giới hai nước Đại Nam và Đại Thanh càng phức tạp, nhiều giặc giã, triều đình hai bên đã tập trung hợp tác, cử những kiện tướng để phối hợp tiễu trừ thổ phỉ, bình định vùng biên giới.
Tuy mỗi bên đều có những ý định và tính toán riêng nhưng kết quả là việc phối hợp của hai bên khá hiệu quả, trấn áp được các toán phỉ nguy hiểm hoạt động ở vùng biên giới phía Bắc Việt Nam. Một trong những vị chỉ huy đóng vai trò chính yếu đó là Đề đốc Quảng Tây, tướng quân Phùng Tử Tài.

### Lần thứ nhất
Năm 1868, cuộc nổi dậy của Ngô Côn bị dẹp tan, số tàn quân dạt sang Việt Nam và trở thành những đám phỉ thi nhau cướp bóc dọc biên giới ở vùng Cao Bằng, Lạng Sơn, Tuyên Quang… trong đó mạnh nhất là quân Cờ Vàng của Hoàng Sùng Anh. Nhằm truy quét tiêu diệt triệt để toán phỉ này, từ năm 1869, nhà Thanh đã nhiều lần phái Phùng Tử Tài đưa quân sang Việt Nam phối hợp với quân nhà Nguyễn và quân Cờ Đen của Lưu Vĩnh Phúc đánh quân Cờ Vàng.
Năm 1868, Ngô Côn cho quân đánh chiếm thành Cao Bằng, nhà Nguyễn phải cử quan tổng đốc Phạm Chí Hương viết thư sang nhà Thanh xin cho quân sang tiễu trừ. Triều đình Mãn Thanh đã cho Phó tướng Tạ Kế Quý đem quân sang phối hợp với Ông Ích Khiêm và quan đề đốc Nguyễn Viết Thành đánh đuổi nhưng không được.
Đến tháng 7 năm 1868, quân tướng nhà Thanh và Triều Nguyễn lại cùng nhau phối hợp đánh quân Cờ Vàng do Ngô Côn cầm đầu ở Thất Khê nhưng thất bại; trong trận này tham tán Nguyễn Lệ và Phó Đô đốc Nguyễn Viết Thành bị tử trận, còn Tham tán Phạm Chí Hương bị bắt.
Trước tình hình đó đã buộc triều đình Huế phải nhờ cậy đến Đề đốc Quảng Tây là Phùng Tử Tài mang 16 doanh quân (mỗi doanh có từ 200 đến 300 quân) sang phối hợp với quân triều đình Huế đánh đuổi. Nhà Nguyễn lại cử Vũ Trọng Bình làm Hà Ninh Tổng đốc kết hợp với Phùng Tử Tài mang 31 quân thứ (gần 1 vạn quân) đánh Ngô Côn, khôi phục được tỉnh Cao Bằng vào tháng 5 năm 1869.
Khi Ngô Côn vây hãm quân triều đình ở phủ Phú Bình thuộc tỉnh Thái Nguyên, Tán tương quân thứ Tôn Thất Thuyết, quyền đề đốc Nguyễn Văn Nhuận chia đường tiến đánh, lấy lại được phủ thành. Đó cũng là lúc, để cùng phối hợp, Vũ Trọng Bình và Nguyễn Văn Tường ở Lạng Sơn liền bàn với Phùng Tử Tài tiến quân về Thái Nguyên, Bắc Ninh, Sơn Tây, Tuyên Quang để "cùng đánh một loạt cứ điểm sào huyệt của bọn phỉ".
Lần tham mưu cho tướng Thanh Phùng Tử Tài đó là lần quân Thanh dốc toàn lực 16 doanh đánh đồng loạt. Nếu không đánh đồng loạt, "chúng cứ như chuột, chạy từ tỉnh này sang tỉnh kia, không bao giờ tiêu diệt sạch chúng được". Địa phận miền núi với địa hình hóc hiểm rất khó truy kích.
Đó là một trận lớn, thắng khá giòn giã. Và giòn giã nhất, bất ngờ nhất, là khi quân Thanh, quân Việt đánh tổng lực trên vùng miền núi. trong trận tháng giã vừa qua, thật sự là đợt tấn công chính Nguyễn Văn Tường và hai quan tỉnh họ Đặng, họ Trần vạch ra và hầu như tự đề xuất với tướng Phùng Tử Tài.
Bên cạnh quân chính quy của Mãn Thanh và Đại Nam thì đợt tiễu trừ lần này còn có vai trò to lớn của cánh quân Cờ đen của Lưu Vĩnh Phúc. Tháng 2 năm 1868 Lưu Vĩnh Phúc đã phối hợp với quân của triều đình Huế dẹp quân "Cờ Vàng", "Cờ Trắng" ở vùng Quảng Ninh, Lạng Sơn, Tuyên Quang và Bắc Ninh.
Năm 1869, quân Cờ đen phục kích đánh tan tác quân Cờ vàng tại Lào Cai, rồi truy quét Cờ vàng đến tận hang ổ tại Hà Giang. Phối hợp với quân Cờ đen là quân nhà Nguyễn và quân Thanh của tướng Phùng Tử Tài, quân Cờ vàng phải tháo chạy khỏi căn cứ Hà Giang.
Tuy nhiên, do dịch bệnh và khí hậu khắc nghiệt nên quân Thanh phải rút về, quân Cờ vàng tiếp tục kiểm soát một vùng rộng lớn ở khoảng giữa sông Hồng đến biên giới, từ Lào Cai đến Sơn Tây.
Vào cuối năm Canh Ngọ (1870), sau khi thất bại ở Thất Khê, Cao Bằng, Ngô Côn đem quân rút chạy xuống Bắc Ninh và đem quân vây sát thành Bắc Ninh với khí thế rất mạnh. Nhưng lần này Ngô Côn bị chỉ huy quân nhà Nguyễn là Ông Ích Khiêm bắn chết trong một trận giao chiến ở gần sông Đuống.
Khi Ngô Côn vây thành Bắc Ninh, ông ta phán đoán trong thành thiếu quân, bởi qua dò la, họ thấy tất cả quân tiễu phỉ đã lên biên giới. Nguyễn Văn Phong, Bùi Tuấn cố giữ thành, cho lính kị binh phi báo.
Ông Ích Khiêm từ huyện Kim Anh liền đem tượng binh, bộ binh tiến về trong khuya. Trong thành bắn ra, quân Ông Ích Khiêm từ sau bắn tới, lực lượng của Ngô Côn tan tác. Trong trận đó, Ngô Côn chẳng may bị trúng đạn lạc. Mấy tháng sau, vết thương không chữa nổi mới chết.
Đó là lần chiến thắng vang dội nhất, từ sau chiến thắng đánh chiếm lại thành Cao Bằng do Vũ Trọng Bình, Nguyễn Hiên, Đinh Hội chỉ huy. Hai trận thắng cách nhau chỉ hai tháng.
Tháng chín 1869, lúc Phùng Tử Tài đem quân về Bắc Ninh nghỉ ngơi. Ông đã viết bút đàm trao đổi tình hình với Nguyễn Văn Tường về số phận của Ngô Côn và được xác nhận rằng Ngô Côn bị thương và đã chết tại trại Na Hựu, tỉnh Thái Nguyên.
Sau đợt dưỡng quân ngắn hạn ấy, Vũ Trọng Bình, Nguyễn Văn Tường động viên Phùng Tử Tài tiến quân về Tuyên Quang, ngang qua Thái Nguyên. Quan tổng thống quân vụ Lạng – Bằng và tán tương quân thứ Lạng Sơn tiễn chân Phùng đến tận Thái Nguyên, lại trở về Bắc Ninh. Đó là đợt hành quân thu được thắng lợi khá lớn của quân họ Phùng.
Sau khi dẹp được quân Ngô Côn, triều đình nhà Nguyễn đã cử nhiều quan lại như Võ Trọng Bình, Trần Đình Túc, Ông Ích Khiêm đến hội đàm với Phùng Tử Tài xung quanh vấn đề sự hiện diện của quân Thanh trên đất Đại Nam và buộc Phùng Tủ Tài phải gây sức ép lên quân Cờ đen của Lưu Vĩnh Phúc để nhóm quân này phải rút về Trung Quốc.
Khi Phùng Tử Tài đến Tuyên Quang theo như yêu cầu của Vũ Trọng Bình, Nguyễn Văn Tường, quân Thanh dưới quyền Phùng Tử Tài hội quân với quân Nam tại đấy. Quân Thanh đóng trại ở xã Linh Hồ, ngoài thành. Phùng Tử Tài phàn nàn về vấn đề lương thực và đạn dược tiếp vận chậm. Để làm vừa lòng ông, Nguyễn Bá Nghi, Đào Trí liền bị vua Tự Đức cách chức.
Vua Tự Đức cũng gửi dụ ra mặt trận ngợi khen Vũ Trọng Bình, Nguyễn Văn Tường giỏi về ứng đối (với tướng nhà Thanh), cho chuyên sung việc hộ dẫn, theo bàn công việc mưu kế đánh dẹp, vỗ về.
Năm Tự Đức thứ 23, Canh ngọ (1870), tại Lạng Sơn, tán tương Nguyễn Văn Tường theo sắc dụ của vua Tự Đức, sung làm khâm mạng đến đại bản doanh của tướng nhà Thanh Phùng Tử Tài để phúng điếu tổng trấn Quan Tùng Chi nhà Thanh mới chết bệnh và các chiến sĩ trận vong của họ với số tiền tượng trưng là 200 lạng bạc cùng nhiều lễ vật khác, đồng thời ông cũng uỷ lạo các doanh quân Thanh bằng số bạc 3000 lạng, để tiễn chân quân Thanh hợp lực tiễu phỉ về nước.
Nói chung, trong các chiến dịch này, Phùng Tử Tài đã tỏ ra là một người chỉ huy có năng lực, góp phần quan trọng vào thắng lợi của liên quân Mãn Thanh – Đại Nam trước các lực lượng Cờ Vàng của Ngô Côn và ông ta cũng hưởng lợi không nhỏ từ những chiến dịch này.

### Lần thứ hai
Tháng Tư năm Tự Đức 23 (năm 1870), tình hình ở Bắc Kỳ tạm yên, Phùng Tử Tài được lệnh rút quân về nước. Tuy bị đánh lui khỏi Cao Bằng nhưng dư đảng của giặc "Cờ Vàng" vẫn còn rất mạnh, giữa năm 1871, quân Cờ Vàng lại trỗi dậy mạnh mẽ, cướp bóc các tỉnh thượng du Bắc Kỳ ở vùng Tây Bắc. Phùng Tử Tài lại phụng mệnh lần thứ hai đem quân ra ngoài quan ải đánh dẹp nhưng chưa diệt được Hoàng Sùng Anh.
Năm 1875, Hoàng Sùng Anh lại câu kết với quân Pháp nổi lên quấy phá khắp nơi. Đạo viên Quảng Tây là Triệu Ốc được lệnh đưa quân đi đánh, quân Cờ đen mở chiến dịch quyết định đánh chiếm Hà Giang, phối hợp với họ không những là quân nhà Nguyễn mà cả quân Thanh từ Quảng Tây và Vân Nam. Hoàng Sùng Anh bị truy đuổi, bị bộ hạ làm phản, bị bắt rồi bị giết chết.

### Lần thứ ba
Hai năm sau, vào năm 1878, Lý Dương Tài là một viên tướng của Trung Quốc bị cách chức lại tụ họp quân nổi dậy, từ Khâm Châu kéo sang đánh phá Bắc Kỳ. Phùng Tử Tài lại được lệnh đem quân sang Việt Nam lần thứ ba.
Lý Dương Tài trước làm quan hiệp trấn ở Tầm Châu, thuộc tỉnh Quảng Tây, sau bị cách mới nổi lên làm phản và đem quân tràn sang đánh lấy tỉnh Lạng Sơn.
Quan đề đốc Quảng Tây là Phùng Tử Tài trong lần này đã đem quân 26 doanh sang cùng với quân Đại Nam hội tiễu. Đến tháng 9 năm Kỷ Mão (1879), quân triều đình mới bắt được Lý Dương Tài ở núi Nghiêm Hậu thuộc tỉnh Thái Nguyên đem giải sang Trung Quốc, Phùng Tử Tài đem quân về nước.
Nói chung, trong các cuộc ra quân đánh quân phỉ, được Phùng Tử Tài đã lợi dụng khá triệt để Lưu Vĩnh Phúc và quân Cờ Đen của ông dù chịu sự điều phối của nhà Nguyễn.

## Trong Chiến tranh Pháp - Thanh

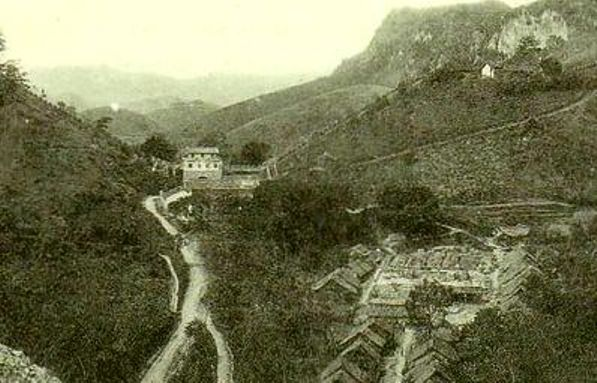
Trấn Nam quan

Trong cuộc Chiến tranh Pháp-Thanh, Phùng Tử Tài một lần nữa được cử sang Việt Nam làm tư lệnh quân Thanh ở mặt trận này.
Ông một lần nữa đã chỉ huy quân Mãn Thanh phối hợp với quân triều đình của nhà Nguyễn và quân Cờ Đen làm nên những chiến thắng vang dội tại đây mà điển hình trận đánh Trấn Nam Quan (镇南关战役) nổi tiếng vào ngày 23 tháng 3 năm 1885.
Trong trận đánh này, mũi tấn công của quân Pháp đã bị lực lượng Trung Quốc của tướng Phùng Tử Tài đánh bại, một sự kiện lịch sử rất được những người yêu nước Trung Hoa ca tụng.

### Bối cảnh trước trận đánh
Khi Tôn Thất Thuyết sang Quảng Tây, ông dâng sớ nhờ quan Tuần phủ Quảng Tây đưa lên triều đình nhà Thanh để xuất binh giúp Đại Nam.

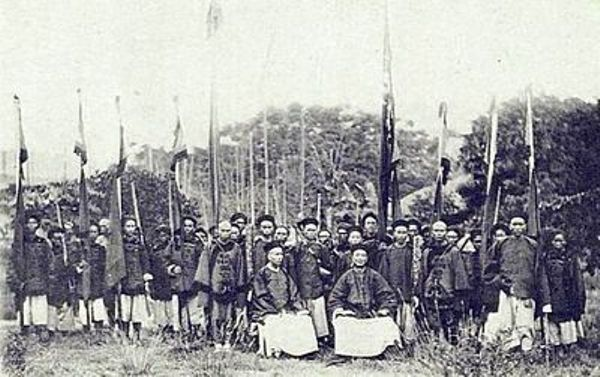
Lực lượng quân Thanh dưới quyền của Phùng Tử Tài

Vua Quang Tự nhà Thanh quan tâm đến việc nước Đại Nam và tỏ ý giúp đỡ và cũng nhân đó mở mặt trận chiến tranh về phía Đại Nam. Vua Thanh bèn ra dụ phong ông Phùng Tử Tài lúc đó đang là Tuần phủ Quảng Tây làm "Chinh di Đại tướng quân", đô đốc quân sự Lưỡng Quảng, Vân Nam, Quý Châu binh mã kéo sang Đại Nam.
Đạo quân của Phùng Tử Tài ước tính có khoảng 100.000 người, có thanh thế lớn và được trang bị khí giới tinh nhuệ. Ông ta đánh nhiều trận thắng lợi ở Nam Quan, Đồng Đăng, Lạng Sơn, chưa được một tháng mà ông đã tiến gần tới Bắc Ninh. Quân Pháp buộc phải có phương án đối phó để tái chiếm và bình định lại các vùng bị mất.

### Diễn biến trận đánh
Sau hai tháng ráo riết chuẩn bị, quân Pháp tiến quân đánh chiếm Lạng Sơn (23 tháng 2 năm 1885). Quân Thanh tuy đã thua phải bỏ thành Lạng Sơn, nhưng Phùng Tử Tài vẫn đóng lại đồn ở Long Châu, bám sát quân Pháp để chờ cơ hội đánh lấy lại Lạng Sơn.
Ngày mồng 6 tháng 2 năm Ất Dậu (1885), quân Thanh chuyển sang đánh Đồng Đăng, Thiếu tướng De Négrier đem quân lên chi viện, rồi thừa thế đánh mạnh sang Long Châu. Quân Pháp đánh thọc sâu vào Long Châu, cách biên giới 80 km trong nội địa Trung Quốc, cốt để buộc nhà Thanh phải sớm ký kết điều ước mới.

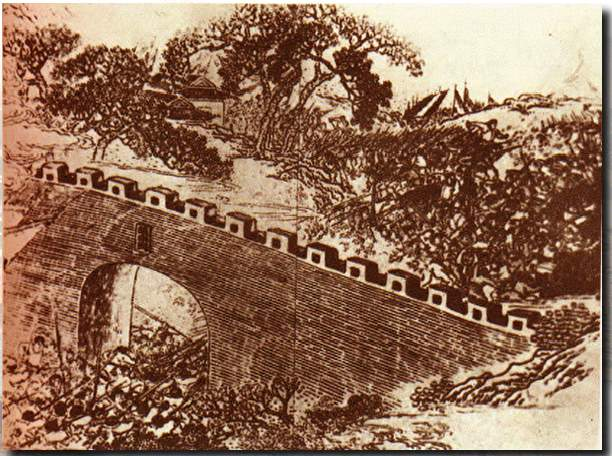
Quân Thanh do Phùng Tử Tài chỉ huy phản công chiếm ải Nam Quan

Nhưng đêm 21 rạng sáng 22 tháng 3, quân Thanh bất ngờ phản công chiếm lại cửa ải Nam Quan, đuổi quân Pháp đang đóng giữ ở đó phải bỏ chạy về Đồng Đăng. Quân Pháp đánh trong hai ngày, chết hại mất non 200 người. Đến mồng 8, De Négrier rút quân về Lạng Sơn, còn những người bị thương thì đem về đồn Chũ. Quân Pháp đóng ở Lạng Sơn bấy giờ có 35.000 người.
Sau đó, 6.000 quân Pháp do tướng De Négrier chỉ huy đã phản công mạnh mẽ, vượt qua cửa ải trên, liên tục đánh phá các đồn quân Thanh trên con đường Nam Quan - Bằng Tường. Nhưng rồi quân Pháp lại bị đánh bật trở lại, phải rút về phía bên này biên giới, rồi hỗn loạn tháo chạy về Lạng Sơn ngày 26 tháng 3, bỏ lại trên chiến trường nhiều xác lính chết (trong đó có năm viên chỉ huy), lính bị thương và quân trang, quân dụng.
Thanh Sử cảo, quyển 527 chép: "Quân Pháp 6.000 người xâm phạm phủ Lâm Thao rồi chia làm hai cánh, một đánh lên Kha Lĩnh, An Bình phía bắc, một đánh xuống Miến Vượng, Mãnh La phía nam. Tổng đốc Vân Nam Sầm Dục Anh sai bọn Sầm Dục Bảo, Lý Ứng Trân chặn cánh phía bắc, Vương Văn Sơn chặn cánh phía nam, đích thân đốc suất trung quân tiến đánh, đều thu toàn thắng. Quân Pháp bèn rút về họp quân ở phủ Lâm Thao, quân Vân Nam chặn đánh ở hai phía nam bắc vòng lại giáp công, chém năm viên tướng Pháp trên trận, quân Pháp tan vỡ".
Tại Lạng Sơn, quân Pháp chưa kịp chấn chỉnh lại đội ngũ, thì ngày 28 tháng 3 quân Thanh lại tràn sang tiến đánh Kỳ Lừa, sát thành Lạng Sơn. Trận đánh diễn ra rất ác liệt, Đại tá Herbinger chỉ huy thay tướng De Négrier vừa bị trọng thương, liệu thế không giữ được Lạng Sơn vì quân Thanh đông và tấn công rất quyết liệt nên phải ra lệnh bỏ thành Lạng Sơn, rút chạy về Phủ Lạng Thương ngay trong đêm đó.
Dọc đường chạy tháo thân, quân Pháp đã vứt cả súng đại bác, hòm đạn, quẳng cả đồ đạc, hành lý xuống sông, đốt giấy tờ sổ sách, đập vỡ cả máy điện tín. Mãi đến ngày 01 tháng 4, quân Pháp mới về đến Chũ.

### Kết quả trận đánh
Trận đánh này kết thúc với sự thắng lợi vang dội của quân Thanh dưới sự chỉ huy tài tình của Phùng Tử Tài cùng với sự phối hợp tốt của dân quân Việt Nam. 
Trong chiến dịch, Phùng Tử Tài nhận thức được sự lạc hậu về trang bị của quân Thanh so với Pháp, nên ông đề ra chiến thuật: đào công sự, hầm hào phòng ngự kiên cố để cầm cự trước các đợt pháo kích của Pháp, sau đó khi bộ binh Pháp tới gần thì chuyển sang phản công, lao lên đánh xáp lá cà. Bản thân ông xung phong nêu gương trước toàn quân, động viên chiến sĩ dũng cảm diệt địch, giành thế chủ động trên trận địa. Quân Thanh đánh bại kẻ địch, thu được một số lượng lớn súng ống và lương thực, đạt được thắng lợi lớn nhất trong cuộc chiến tranh giữa Trung Quốc và Pháp. Thanh Sử Cảo quyển 527 chép: 
"Ngày 9 tháng 1 năm Quang Tự thứ 11 (1885), quân Pháp đánh Trấn Nam quan, bắn vỡ cửa quan rồi đi. Ngày 13 tháng 2 chiếm lại Lạng Sơn, quân Pháp đều tháo chạy. Phùng Tử Tài tiến quân đánh Lạp Mộc, đánh ép vào Lang Giáp, Vương Hiếu Kỳ tiến quân tới Quý Môn quan, lấy lại được hết vùng biên giới năm trước. Dân Việt Nam lập ra năm đại đoàn Trung nghĩa hơn hai vạn người, đều dùng cờ xí của quân Phùng. Tây Cống cũng nghe tiếng liên lạc, từ khi thông hải đến nay, Trung Quốc đánh nhau với nước ngoài chỉ có trận này là thắng lớn, là công của Tử Tài vậy".
Trận đánh này quân Pháp tổn thất ít nhất hơn 200 binh lính (chưa tính quân người Việt phục vụ Pháp), chết 5 chỉ huy, bản thân tổng chỉ huy là tướng De Négrier cũng bị thương nặng, thiệt hại nhiều đồ đạc, quân trang, quân dụng, máy điện tín… Và quan trọng hơn là thành Lạng Sơn đã mất khỏi sự kiểm soát của quân Pháp.
Phía Pháp ở chính quốc tiếp được điện tín của Trung tướng Brière de I’ Isle đánh về nói quân Pháp phải bỏ thành Lạng Sơn, thì lòng người náo động cả lên. Thủ tướng Jules Ferry phải từ chức. Chính phủ Pháp thấy sự chiến tranh không lợi bèn ký tờ giao ước định chiến với nước Tàu.

### Rút khỏi Việt Nam
Ngày 11 tháng 5 năm 1884, Hiệp ước Thiên Tân được ký kết, quân nhà Thanh lần lượt rút khỏi Bắc Kỳ, nhưng quân Cờ Đen của Lưu Vĩnh Phúc vẫn ở lại Việt Nam. 
Người Pháp đòi đuổi Lưu Vĩnh Phúc ra khỏi Việt Nam, Tổng đốc Trương Chi Động bèn sai Vĩnh Phúc về Ân Châu, Khâm Châu nhưng Vĩnh Phúc kiên quyết không chịu, Đường Cảnh Tung dùng lời lẽ xảo trá uy hiếp, triều đình ban dụ chỉ nghiêm khắc bắt phải tuân lệnh, Vĩnh Phúc mới miễn cưỡng về Quảng Đông, được trao chức Tổng binh.
Phùng Tử Tài thì được lệnh đốc suất việc biên phòng ở Liêm Châu, Khâm Châu, ông vâng lệnh cai quản việc biên phòng châu Liêm, châu Khâm.